# Хапоель (Рамат-Ган)
«Хапоель» (івр. מועדון כדורגל הפועל רמת גן גבעתיים) — ізраїльський футбольний клуб з Рамат-Гана. Заснований 1927 року.

## Досягнення
- Володар кубка Ізраїлю з футболу: 2003, 2013